# Durham (Oregon)
Durham az Amerikai Egyesült Államok északnyugati részén, Oregon állam Washington megyéjében, Tigard és Tualatin között, a Bridgeport Center plázával szemben helyezkedik el. A 2010. évi népszámláláskor 1351 lakosa volt. A város területe 1,06 km², melynek 100%-a szárazföld.

## Történet
A város nevét Albert Alonzo Durhamről, az egykor a szomszédos Lake Oswego területén fekvő Oswego alapítójáról kapta. Durham 1868-tól 1898-ban bekövetkezett haláláig egy fűrészüzemet működtetett a városon keresztülfolyó Fanno-patakon. A Boones Ferry Road mentén fekvő települést Durhams Millnek nevezték. 1908-ban az Oregon Electric Railway vasúti megállót nyitott itt. Durham városi rangot 1966-ban kapott, mivel a helyiek féltek, hogy az ipar nagy területeket fog elvenni tőlük. Manapság nagyrészt lakóházak találhatók a településen.

## Földrajz
A Népszámlálási Hivatal adatai alapján a város területe 1,06 km², melynek 100%-a szárazföld. A tengerszint feletti magasság 60 m. A várost keresztülszelő főút az Upper Boones Ferry Road, mely a Durhamtől 800 méterre keletre fekvő Interstate 5-tel köti össze a települést. A nyugati határon folyik a Tualatin-folyó, és itt található a Durham City Park is.

## Népesség

### 2010
A 2010-es népszámláláskor a városnak 1351 lakója, 545 háztartása és 371 családja volt. A népsűrűség 1272,2 fő/km2. A lakóegységek száma 561, sűrűségük 528,3 db/km2. A lakosok 83,8%-a fehér, 1,7%-a afroamerikai, 0,4%-a indián, 1,3%-a ázsiai, 1,4%-a a Csendes-óceáni szigetekről származik, 8,2%-a egyéb, 3,2%-a pedig kettő vagy több etnikumú. A spanyol vagy latino származásúak aránya 13,8% (10,1% mexikói, 0,4% Puerto Ricó-i, 0,1% kubai, 3,1% egyéb spanyol vagy latino származású.)
A háztartások 33,6%-ában élt 18 évnél fiatalabb. 51,9% házas, 12,3% egyedülálló nő, 3,9% egyedülálló férfi, 31,9% pedig nem család. 24,2% egyedül élt; 5,7%-uk 65 éves vagy idősebb. Egy háztartásban átlagosan 2,48 személy élt; a családok átlagmérete 2,95 fő.
A medián életkor 38,1 év volt. A város lakóinak 24,1%-a 18 évesnél fiatalabb, 9,7% 18 és 24 év közötti, 23,8%-uk 25 és 44 év közötti, 32%-uk 45 és 64 év közötti, 10,3%-uk pedig 65 éves vagy idősebb. A lakosok 48,3%-a férfi, 51,7%-a pedig nő.

### 2000
A 2000-es népszámláláskor  a városnak 1382 lakója, 528 háztartása és 391 családja volt. A népsűrűség 1212,7 fő/km2. A lakóegységek száma 552, sűrűségük 484,4 db/km2. A lakosok 89,29%-a fehér, 0,3%-a afroamerikai, 0,72%-a indián, 1,66%-a ázsiai, 0,36%-a a Csendes-óceáni szigetekről származik, 3,18%-a egyéb-, 3,92%-a pedig kettő vagy több etnikumú. A spanyol vagy latino származásúak aránya 7,81% (4,6% mexikói, 0,4% Puerto Ricó-i, 0,1% kubai, 2,7% pedig egyéb spanyol/latino származású.)
A háztartások 43,2%-ában élt 18 évnél fiatalabb. 56,8% házas, 14,4% egyedülálló nő; 25,8% pedig nem család. 18,9% egyedül élt; 3,2%-uk 65 éves vagy idősebb. Egy háztartásban átlagosan 2,62 személy élt; a családok átlagmérete 3,01 fő.
A város lakóinak 30,9%-a 18 évesnél fiatalabb, 6,5% 18 és 24 év közötti, 29,6%-uk 25 és 44 év közötti, 27,1%-uk 45 és 64 év közötti, 5,9%-uk pedig 65 éves vagy idősebb. A medián életkor 34 év volt. Minden 100 nőre 94,1 férfi jut; a 18 évnél idősebb nőknél ez az arány 87,3.
A háztartások medián bevétele 51 806 amerikai dollár, ez az érték családoknál $64 531. A férfiak medián keresete $59 712, míg a nőké $33 750. A város egy főre jutó bevétele (PCI) $29 099. A családok 10,2%-a, a teljes népesség 10,8%-a élt létminimum alatt; a 18 év alattiaknál ez a szám 14,7%, a 65 évnél idősebbeknél pedig 13,7%.

## Városvezetés
A város polgármestere Gery Schirado, titkára Linda Tate. A település diákjai a Tigard-Tualatini Iskolakerület intézményeiben tanulnak. A rendfenntartásról a Tualatini Rendőr-kapitányság, a tűzvédelemről a Tualatin Valley Fire and Rescue gondoskodik. A vízellátást a Tigard Water District, a szennyvízkezelést a Clean Water Services biztosítja. Durham éves költségvetése 2,4 millió dollár.

## Fordítás
Ez a szócikk részben vagy egészben  a   Durham, Oregon című angol Wikipédia-szócikk ezen változatának fordításán alapul.  Az eredeti cikk szerkesztőit annak laptörténete sorolja fel. Ez a jelzés csupán a megfogalmazás eredetét és a szerzői jogokat jelzi, nem szolgál a cikkben szereplő információk forrásmegjelöléseként.